# Symeon Lukač
Symeon Lukač (in ucraino Симео́н Лу́кач?) (Starunja, 7 luglio 1893 – Starunja, 22 agosto 1964) è stato un vescovo cattolico ucraino, vittima della persecuzione dei cristiani in URSS.

## Biografia
Symeon Lukač nacque nel villaggio di Starunja il 7 luglio 1893 in una famiglia contadina. Era molto curioso e aveva una grande inclinazione per la scienza.

### Formazione e ministero sacerdotale
Frequentò la scuola elementare nel suo villaggio natale. Proseguì gli studi al liceo di Kolomyja. Lì guadagnò popolarità come tutor e fu in grado di pagare i suoi studi in modo autonomo. Nel 1913 entrò in seminario e divenne un modello di vita di preghiera. A causa della prima guerra mondiale interruppe gli studi per due anni e li completò solo nel 1919.
Nell'ottobre del 1919 fu ordinato presbitero per l'eparchia di Stanislaviv da monsignor Hryhoryj Chomyšyn. Svolse per qualche mese il suo ministero in un villaggio. Nel dicembre del 1920 venne nominato professore di teologia morale del seminario di Stanislaviv. Mantenne questo incarico fino all'aprile del 1945. A quel tempo, il seminario disponeva di personale docente di alto livello. Tra gli insegnanti, solo padre Lukač non aveva conseguito il dottorato. Le sue lezioni, il suo stile di vita e i suoi sermoni divennero un vero modello dell'ideale sacerdotale. Era definito un "maestro della moralità".

### Ministero episcopale
Nell'aprile 1945, prevedendo che tutta la gerarchia ufficiale greco-cattolica sarebbe stata eliminata, l'eparca di Stanislavov Hryhoryj Chomyšyn lo consacrò vescovo segretamente. Monsignor Lukač divenne uno dei leader più attivi della Chiesa greco-cattolica ucraina.
Perseguitato dalle autorità, monsignor Lukač si trasferì nel suo villaggio natale, dove visse con suo fratello Vasyl fino alla fine di febbraio del 1949. Non cessò di adempiere ai doveri sacerdotali. A Starunja tenne una prima divina liturgia in chiesa e le successive nella sua abitazione. Nel febbraio del 1949 fu convocato al consiglio del villaggio e minacciato di sfratto. Il vescovo si trasferì temporaneamente a Nadvirna. Fu arrestato il 26 ottobre del 1949 dall'NKVD per il suo attivo ministero sacerdotale e il suo rifiuto di passare all'ortodossia "di Stato". La polizia si affrettò ad arrestarlo il più presto possibile, senza nemmeno avere il tempo di preparare un mandato legale di arresto, che fu emesso in seguito.
In un ordine del 27 ottobre 1949 monsignor Lukač fu accusato di: "Essere un attivo sostenitore del Vaticano anche dopo l'espulsione degli invasori e un oppositore alla riunificazione della Chiesa greco-cattolica con la Chiesa ortodossa russa".
Il 30 dicembre 1949 il periodo dell'inchiesta fu prorogato in quanto si era scoperto che era un vescovo segreto della regione di Stanislaviv e che aveva guidato attività antisovietiche clandestine nella Chiesa uniate.
Il suo caso, archiviato con il numero 7115, è un esempio della straordinaria spiritualità di monsignor Lukač. Durante l'interrogatorio, confessò di fare pastorale, ma rifiutò categoricamente di nominare i membri della Chiesa segreta. La documentazione del suo interrogatorio afferma:
Qualcuno stimò che ci furono sedici arresti, ma in nessun caso il vescovo tradì la sua fede in questi interrogatori e non nominò nessuna persona che aveva partecipato alle sue liturgie.
All'inizio del 1950 fu condannato a dieci anni di lavori forzati. Nonostante la sua cattiva salute, fu mandato a lavorare nei gulag del territorio di Krasnojarsk. Per cinque anni svolse il duro lavoro di spaccalegna. Fu liberato l'11 febbraio 1955. Non rimase però inattivo. Come intellettuale, scrisse anche un libro. Insegnava segretamente ai futuri sacerdoti e andava ovunque i fedeli lo stessero aspettando.
Fu arrestato una seconda volta nel luglio del 1962. Dopo la ricerca e il sequestro di tutte le sue cose, il vescovo Lukač fu mandato in prigione a Ivano-Frankivs'k. Qui fu accolto da un giovane Michele Kosilo, che stava aspettando la ormai prossima liberazione. Approfittando dell'opportunità, il vescovo gli diede lezioni di teologia morale. Nel tempo, Kosilo divenne uno dei sacerdoti cattolici clandestini più attivi nella regione dei Carpazi.
Il caso del vescovo Lukač fu unito a quello di Ivan Slezjuk, un altro vescovo clandestino della Chiesa greco-cattolica ucraina che fu arrestato nello stesso periodo. Oggi nella cripta della cattedrale greco-cattolica greca di Ivano-Frankivs'k sono state esposte le reliquie di entrambi i vescovi per onorarli. Il processo ebbe luogo tra il 22 e il 23 ottobre 1962 a Ivano-Frankivs'k e si trasformò in una propaganda dimostrativa dell'ateismo. Apparentemente, fu specificamente dedicato all'inizio del Concilio Vaticano II a Roma per mostrare al mondo che la Chiesa greco-cattolica ucraina era finita.
Nel suo atto di accusa si legge: "L'imputato Lukač, insieme alla direzione delle attività illegali dei sacerdoti uniati nella regione di Stanislaviv, ha redatto manoscritti di natura religiosa e li ha distribuiti a sacerdoti, credenti e monaci uniati allo scopo di diffonderli". Nella motivazione della sentenza si dice: "[...] per il pericolo del crimine commesso di insubordinazione e aver dichiarato di rimanere nelle stesse posizioni". La sentenza, emessa ai sensi dell'articolo 209, comma 1, del codice penale dell'Unione Sovietica, condannò il vescovo a cinque anni di carcere e cinque di confino. Perfino i giudici furono sopraffatti dalla forza di volontà di questo uomo malato ma irremovibile.
Venne inviato a scontare la pena nella prigione di Ivano-Frankivs'k. In prigione, il vescovo si ammalò gravemente. I medici del carcere gli diagnosticarono l'asma, ma in realtà era tubercolosi polmonare.
Nel marzo del 1964 venne scarcerato a causa del suo grave stato di salute e ritornò nel suo villaggio natale. Nonostante la grave malattia, il vescovo svolgeva i suoi doveri sacerdotali: ogni giorno celebrava la divina liturgia, confessava e digiunava.
Morì a Starunja il 22 agosto 1964 all'età di 71 anni. Fu sepolto nel cimitero del villaggio.
Dopo la dissoluzione dell'Unione Sovietica la Chiesa greco-cattolica ucraina poté tornare a operare liberamente. Nell'estate del 1991 fu eretto un monumento in sua memoria vicino alla chiesa del suo villaggio e gli venne intitolata una via. La comunità elogiò il suo pastore, che per essa non era solo un prete, ma, come in quegli anni lontani in seminario, un "maestro della moralità".

## Beatificazione
Venne beatificato il 27 giugno 2001 durante una cerimonia tenutasi all'ippodromo di Leopoli e presieduta da papa Giovanni Paolo II.
Nel 2003 fu approvata e consacrata la sua icona.

## Genealogia episcopale
La genealogia episcopale è:
- Patriarca Geremia II Tranos
- Arcivescovo Michal Rahoza
- Arcivescovo Hipacy Pociej
- Arcivescovo Iosif Rucki
- Arcivescovo Antin Selava
- Arcivescovo Havryil Kolenda
- Arcivescovo Kyprian Žochovs'kyj
- Arcivescovo Lev Zaleski
- Arcivescovo Jurij Vynnyc'kyj
- Arcivescovo Luka Lev Kiszka
- Vescovo György Bizánczy
- Vescovo Inocențiu Micu-Klein, O.S.B.M.
- Vescovo Mihály Emánuel Olsavszky, O.S.B.M.
- Vescovo Vasilije Božičković, O.S.B.M.
- Vescovo Grigore Maior, O.S.B.M.
- Vescovo Ioan Bob
- Vescovo Samuel Vulcan
- Vescovo Ioan Lemeni
- Arcivescovo Spyrydon Lytvynovyč
- Arcivescovo Josyf Sembratowicz
- Cardinale Sylwester Sembratowicz
- Arcivescovo Julian Kuiłovskyi
- Arcivescovo Andrej Szeptycki, O.S.B.M.
- Vescovo Hryhoryj Chomyšyn
- Vescovo Symeon Lukač